# M 50 (звёздное скопление)
M 50 (NGC 2323) — рассеянное звёздное скопление в созвездии Единорога. Располагается на расстоянии 2870 световых лет от Солнца.

## История открытия
Данное скопление наблюдалось независимо Джованни Кассини до 1711 года. Позже французский астроном Шарль Мессье внёс этот объект в свой каталог и назвал его "М 50".

## Наблюдения
С территории России скопление доступно для наблюдений зимой. М50 находиться между звёздами α и β Единорога. На юге скопления выделяется яркая оранжевая звезда. Наблюдения в бинокль поможет различить 2-3 звезды, остальные звезды будут выглядеть как туманность. Телескоп с апертурой 127-150мм поможет различить 40-50 звезд  (для более комфортного поиска следует установить искатель) разного цвета и блеска.

### Соседи по небу из каталога Мессье
- M 42/M 43 — (на запад, в Орионе) «Большая Туманность Ориона»;
- M 41 — (на юг, в Большом Псе, под Сириусом) яркое и богатое скопление;
- M 46, M 47 и М 93 — (на юго-восток) скопления северной части Кормы;
- M 48 — (на северо-восток, в Гидре) богатое рассеянное скопление.

### Последовательность наблюдения в «Марафоне Мессье»
…M 35 → M 41 → M 50 → M 93 → M 46…